# Михайловское (Харовский район)
Михайловское — село в Харовском районе Вологодской области. Административный центр Михайловского сельского поселения и Михайловского сельсовета.
Расстояние до районного центра Харовска по автодороге — 17 км. Ближайшие населённые пункты — Шилыково, Нелюбовская, Софониха, Мурыгинская, Жерличиха, Савинская, Лавровская.
По переписи 2002 года население — 274 человека (140 мужчин, 134 женщины). Преобладающая национальность — русские (99 %).